# Пам'ятний знак героям і жертвам Угорської революції 1956 року
Пам'ятний знак героям визвольної боротьби Угорщини 1956 року та жертвам комуністичних диктатур — відкритий 19 березня 2016 року в Ужгороді на розі вулиць Ракоці і Крилова. Встановлено за підтримки уряду Угорщини. Автор пам'ятки — ужгородський скульптор Михайло Колодко. Є третім пам'ятним знаком в Ужгороді, що присвячений Угорській революції 1956 року.
Скульптура складається з шматка бетон, у який вкраплені гільз та написом із бронзи «1956». За задумом автора бетон символізує радянський режим, а бронза — протистояння угорців комуністичному режиму. Дата є символом початку розпаду тоталітарного радянського режиму. Знак розташований напроти колишньої будівлі КДБ, яке вело справи закарпатців, що виступили на підтримку угорської революції.
Дата відкриття пов'язана із закритим судовим процесом, який відбувся 20 березня 1956 року над трьома ужгородськими школярами. Їх було звинувачено в розповсюджені з 1955 року антирадянських листівок та брошур і засуджено до 4-6 років ув'язнення. При офіційному відкритті знаку, крім офіційних осіб з Угорщини та Закарпатської області, були закарпатці — учасники революційних подій 1956 року.